# Kanton Maisons-Alfort-Nord
Der Kanton Maisons-Alfort-Nord war von 1967 bis 2015 ein französischer Wahlkreis im Arrondissement Créteil, im Département Val-de-Marne und in der Region Île-de-France. Er bestand lediglich aus einem Teil der Stadt Maisons-Alfort.